# 広重美術館 (山形県)
広重美術館（ひろしげびじゅつかん）は、山形県天童市にある美術館。2024年4月にリニューアルオープン。

## 概要
天童藩と交遊のあった浮世絵師、歌川広重の作品を展示した美術館である。初代歌川広重の生誕200年にあたる1997年に開館。主な収蔵品は初代広重〜五代広重の錦絵、肉筆画、版本等。作品保存のため、毎月展示替えを行いながら企画展を開催している。
- 開館時間
  - 10:00～17:00 (入館は16:30まで）
- 入館料
  - 大人 　 800 (700)
  - 高大生　500 (400)
  - 小中生　300  (200)
- (　)内は15名以上の団体料金
- 身体障害者手帳の交付を受けている方は半額。

- 休館日
  - 火曜日(祝日の場合は翌日)
  - 展示替え期間(毎月末か月始の３日間、不定日)
- 最寄り駅：JR東日本天童駅(徒歩約10分)

## 沿革
- 1997年（平成9年）4月 - 開館
- 2021年（令和3年）4月 - 休館
- 2024年（令和6年）4月 - リニューアルオープン

## 施設概要
- 2F
  - 展示室１
  - 展示室２
  - ミュージアムショップ
  - 刀剣資料ギャラリー
  - ライブラリー
- 1F
  - カフェ／レストラン
  - オーガニックショップ
  - ワークショップスペース（レンタルスペース）

## 展示
歌川広重(初代～５代)の錦絵・版本・肉筆画及び関連資料。
主な展示品
- 天童広重
  - 歌川広重が天童藩の依頼で描いた肉筆画の一連の作品の総称。江戸時代に財政が苦しく、藩内外の裕福な商人や農民に献金を募ったり借金をしていた天童織田藩が御礼や返済の代わりに、当時交遊のあった歌川広重にお願いをし描いてもらったものである。当時は200幅ほど描かれたが、現在確認できるものはわずかだという[1]。

## アクセス
- JR天童駅からバスで5分。車で3分。
- 東北中央自動車道天童ICから車で7分。

## 周辺
- 天童温泉